# Крынка (река)
Кры́нка (укр. Кри́нка) — река в Донецкой области Украины и Ростовской области России. Правый приток Миуса (бассейн Азовского моря).
Образуется слиянием рек Садки и Булавин юго-западнее г. Енакиево (Украина, Донецкая область). По территории Украины протекает в пределах Шахтёрского и Амвросиевского районов Донецкой области, а также по территории Матвеево-Курганского района Ростовской области России. Впадает в Миус на расстоянии 84 км от устья последнего возле посёлка Крынка (центральное отделение бывшего совхоза «Сад-База») (Матвеево-Курганский район Ростовской области), в 18 км выше по течению от Матвеев Кургана.
В 1935 году у города Амвросиевка в Донецкой области, на правом берегу реки Крынка археологом В. М. Евсеевым была обнаружена позднепалеолитическая Амвросиевская стоянка.

## Гидроним
Название Крынки, по-видимому, возникло в верховье реки, истоки которой обильно питались ключами — крынками, или, по местному произношению, «крымками» (отсюда и другой вариант гидронима — Крымка). Кстати, обозначение водных потоков словом «крынка» (что означает: криница или яма с водой, образованная родником) издавна было известно в бассейнах Днепра и Дона.

## Характеристика
Длина реки 180 км (из них 160 км по территории Украины). Площадь водосборного бассейна — 2634 км². Долина реки узкая, глубокая (до 60 м), с крутыми склонами. Течение быстрое. Уклон реки — 0,67 м/км. Русло извилистое, шириной до 20 м. Глубина до 3—4 м, на порожистых участках — 0,1—0,5 м. Перепад уровня воды зависит от сезона и режима работы Зуевской ГРЭС. Дно илистое, на мелководных участках каменистое. В нижнем течении река протекает в мягких наносных почвах. На отдельных участках произведена расчистка русла. Вода непрозрачна, замутнена. Покрывается льдом в конце декабря и вскрывается к середине февраля. Питание снеговое и дождевое, а также за счёт вод многочисленных подземных источников.
Русло реки зарегулировано многочисленными ставками (плотины Ханженковского и Зуевского водохранилищ, возле хутора Покровка, шахты Бешевская, сел Благодатное, Великое Мешково, Белояровка). На реке — 5 водохранилищ (в том числе Ханженковское, Зуевское и возле села Благодатное) и 2 гидрологических поста у сел Новоселовка (1924 год) и Благодатное — с 1956 года. Вода используется для сельскохозяйственных, бытовых и технических нужд. Вдоль русла реки расположены многочисленные сельскохозяйственные земли. Распространено рыболовство.
В реке водятся: плотва, карась, сазан, судак, лещ, щука, окунь, черепаха, ужи, гадюки. В низовьях встречается сом, угри. Животный мир представлен зайцами, лисицами, большое разнообразие птиц: дикая утка, серая цапля, некоторые видыкуликов, куропаток, фазанов. Из хищников встречаются филин и болотный лунь, а в низовьях — речные и морские чайки.
Берега реки имеют почти непрерывное зелёное обрамление: тополь, ива, вяз и другие породы деревьев. Ниже села Степано-Крынка — урочище Чинцы, после села Благодатное — урочище Ясиновое. На берегах Великой Шишовки — Знаменский лес (ясень, дуб, клён). Слияние Крынки и Миуса находится в Алексеевском лесу — естественном лесном массиве. Разнообразен травяной покров.

## Населённые пункты на реке
В своём верхнем течении река протекает по густонаселённой местности.
Населённые пункты Украины (вниз по течению): Верхняя Крынка (в составе города Енакиева), Нижняя Крынка, Зуевка, Зугрэс, Троицко-Харцызск, Степано-Крынка, Благодатное, Новопетровское, Великое Мешково, Карпово-Надеждинка, Белояровка, Успенка.

## Притоки
От истока к устью: Булавин (лв), Садки (пр), Корсунь (пр), Ольховая (л), Большая Скелеватая (л), Орловка (л), Шишовая (Малая) (л), Большая Шишовая (л), Савостьянка (л), Камышеваха (л), Калиновая I (л), Калиновая II (л).

## Галерея
Крынка около села Новопетровское:

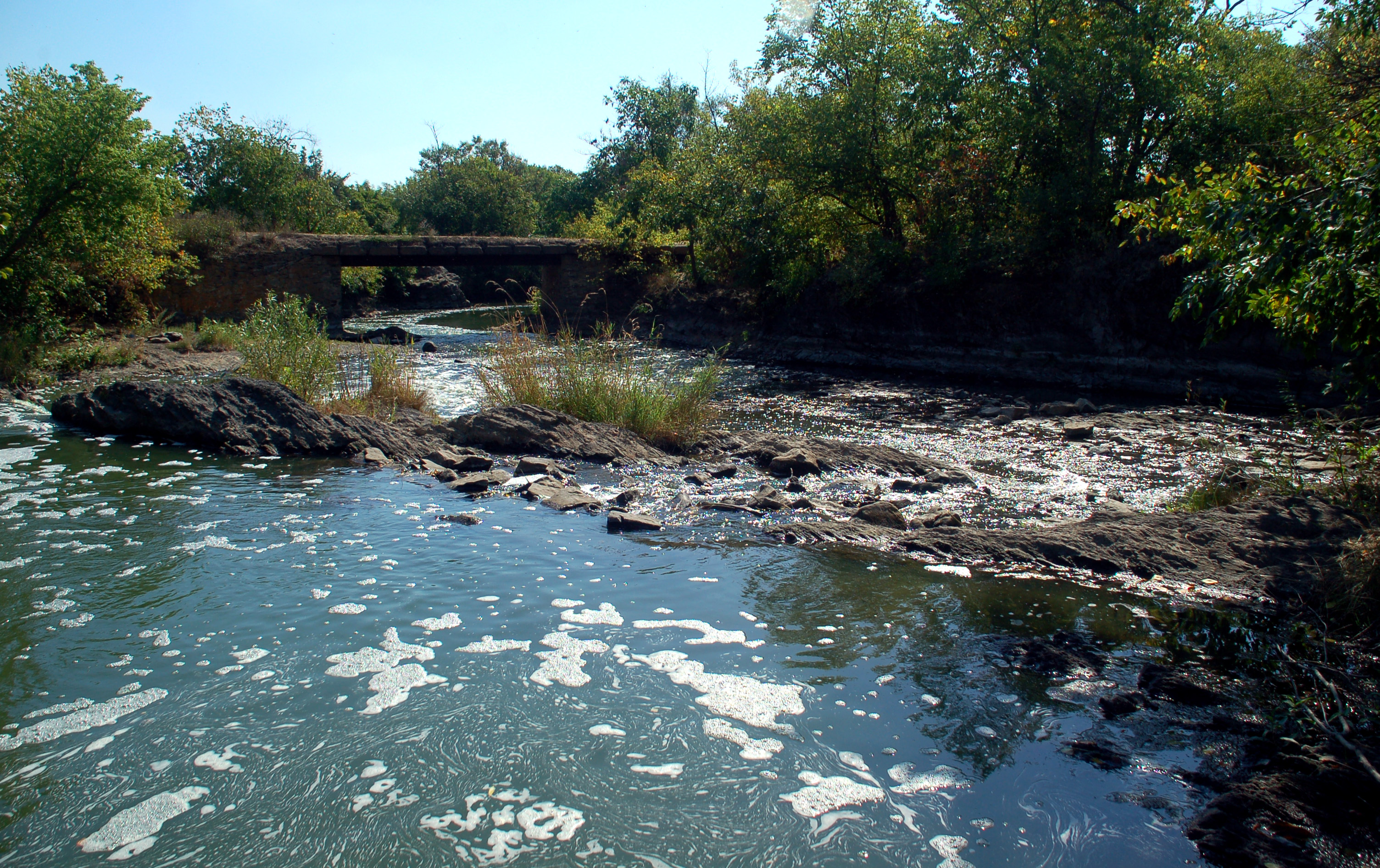
пороги
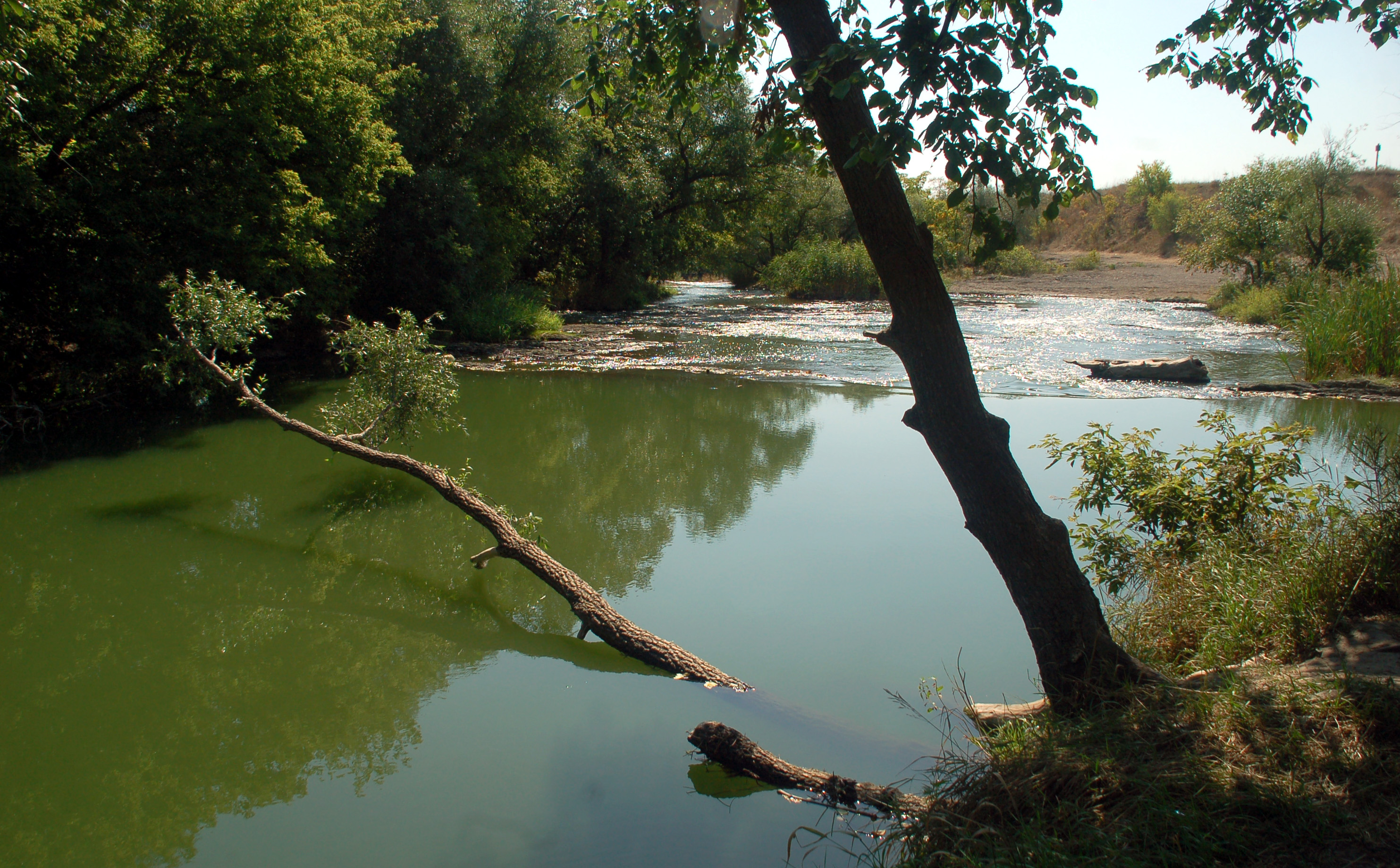
у входа в парк
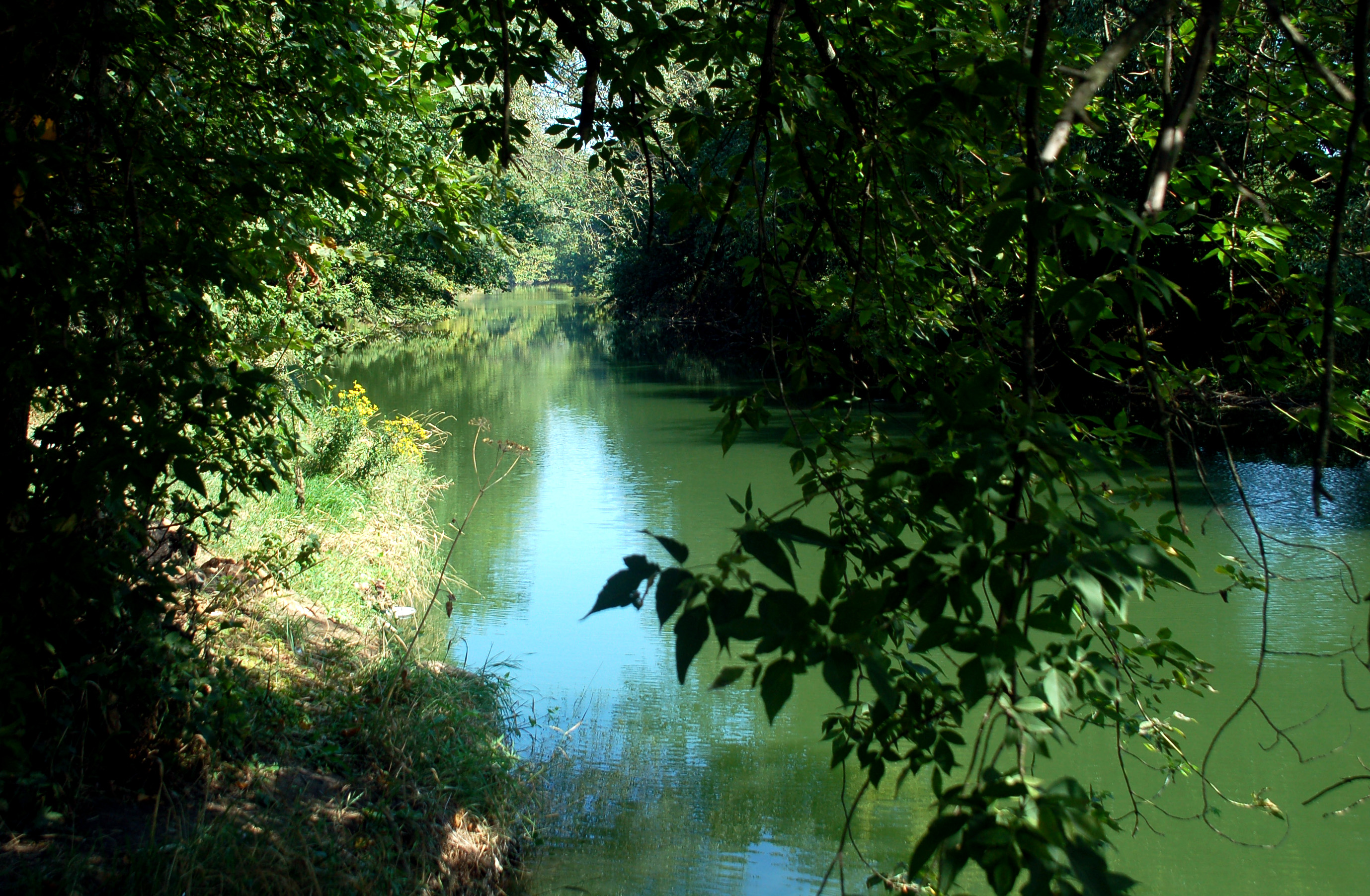
в окружении зелени
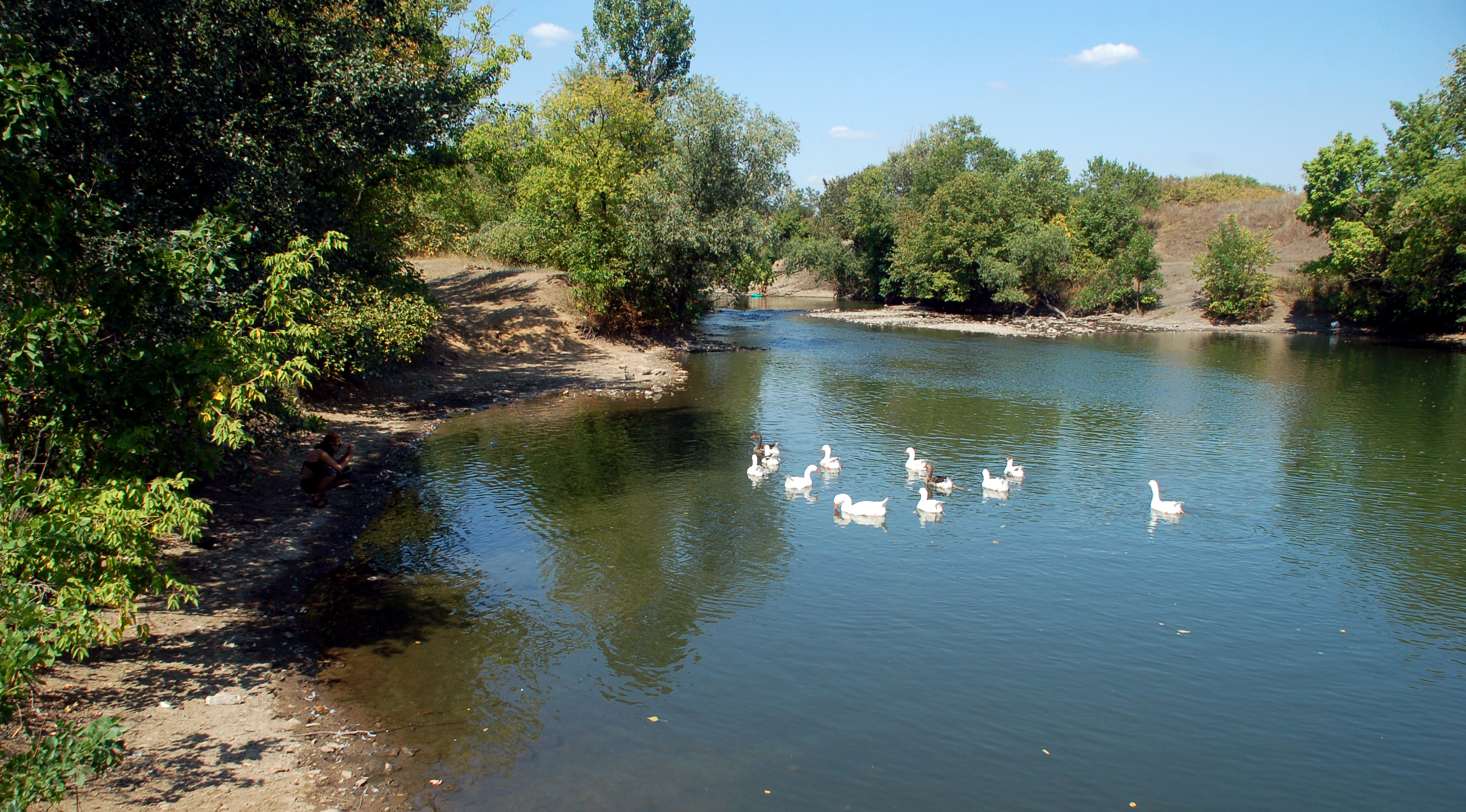
домашняя птица